# Mollinedia micrantha
Mollinedia micrantha är en tvåhjärtbladig växtart som beskrevs av Janet Russell Perkins. Mollinedia micrantha ingår i släktet Mollinedia och familjen Monimiaceae. Inga underarter finns listade i Catalogue of Life.